# Amtshaus für den 2. und 20. Bezirk

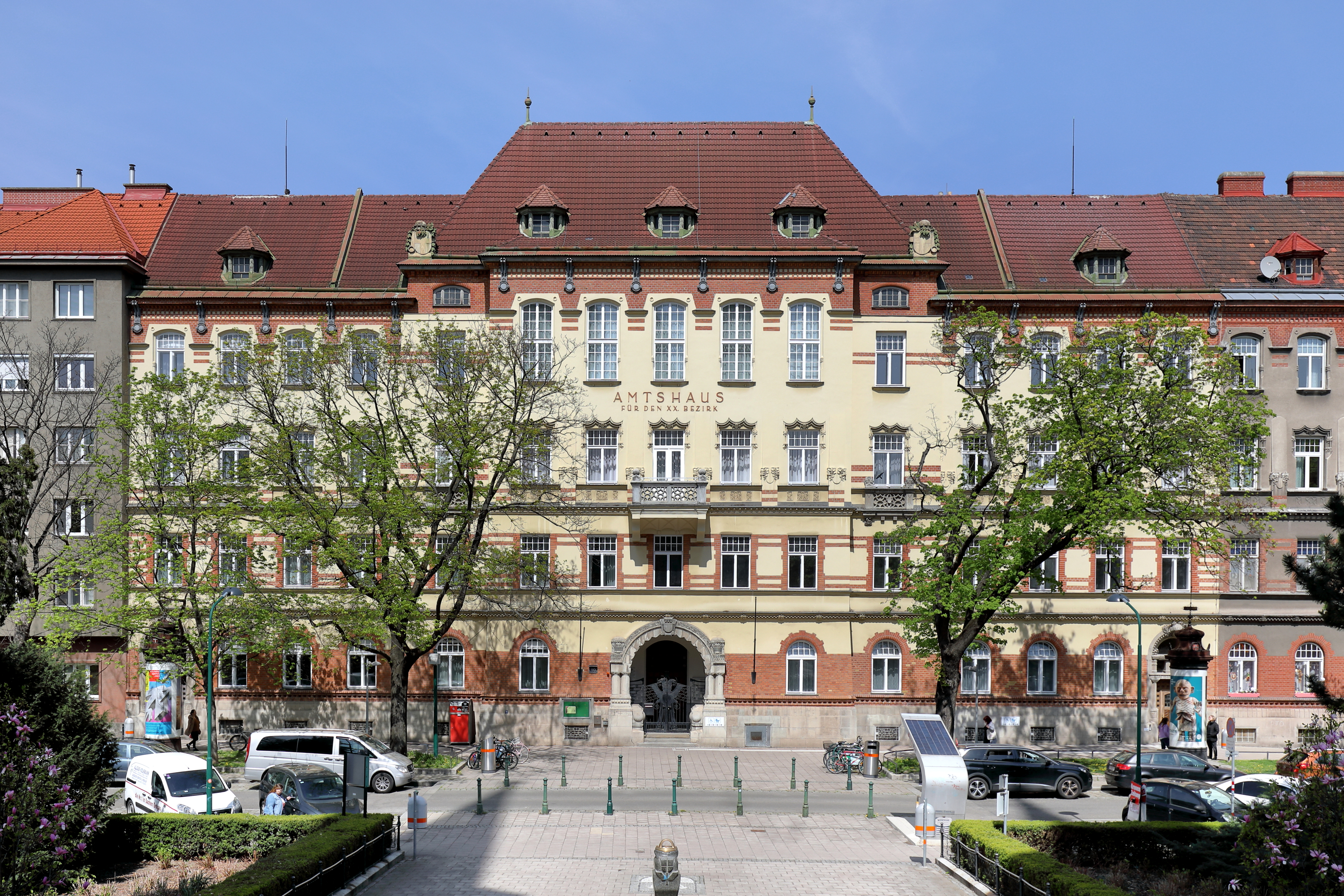
Magistratisches Bezirksamt für den 2. und 20. Bezirk

Das Amtshaus für den 2. und 20. Bezirk ist ein denkmalgeschütztes Amtsgebäude der Stadt Wien. In ihm ist das Magistratische Bezirksamt für die beiden Bezirke sowie die Bezirksvorstehung des 20. Gemeindebezirks untergebracht.

## Geschichte

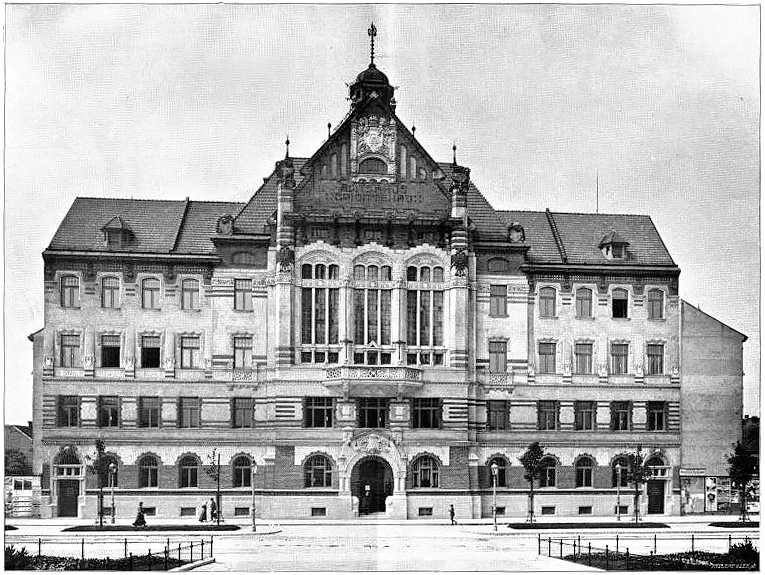
Amtshaus Brigittenau im Jahr seiner Eröffnung, 1906

Im Jahr 1900 wurde der 20. Gemeindebezirk Brigittenau aus dem 2. Gemeindebezirk Leopoldstadt herausgelöst. Im März 1902 wurde für einen zwei Jahre zuvor initiierten Architekturwettbewerb zu einem eigenen Bezirksamt für den neuen Gemeindebezirk das Preisgericht eingesetzt, dem unter anderem der Architekt und Wiener Gemeinderat Julius Deininger sowie, als Vertreter der Künstlervereinigung Secession, Otto Wagner angehörten. Von den im Herbst 1902 eingereichten zwanzig Projekten wurde keines zur Ausführung prämiiert, jedoch der Wettbewerbsteilnehmer Karl Badstieber im April 1903 beauftragt, einen neuen Entwurf auszuarbeiten. Badstieber, der erst wenige Jahre zuvor sein Architekturstudium beendet und bislang noch keine öffentlichen Bauaufträge erhalten hatte, wurden im Februar 1904 die architektonischen Arbeiten übertragen, die ab 25. April 1904 baulich umzusetzen waren. Nach Baufertigstellung und Einzug der betroffenen Amtsstellen konnte das Haus am 7. Mai 1906 eingeweiht werden.
Im Zweiten Weltkrieg wurde das Gebäude schwer beschädigt und danach vereinfacht wiederhergestellt. Der Aufsatz oberhalb des Mittelrisaliten wurde abgetragen, die Fensterfronten vereinfacht.
Das Magistratische Bezirksamt für den 20. Bezirk ist seit 2021 auch für den 2. Bezirk zuständig; das bisherige Amtsgebäude für den 2. Bezirk in der Karmelitergasse fungiert nur mehr als Außenstelle.

## Lage und Architektur

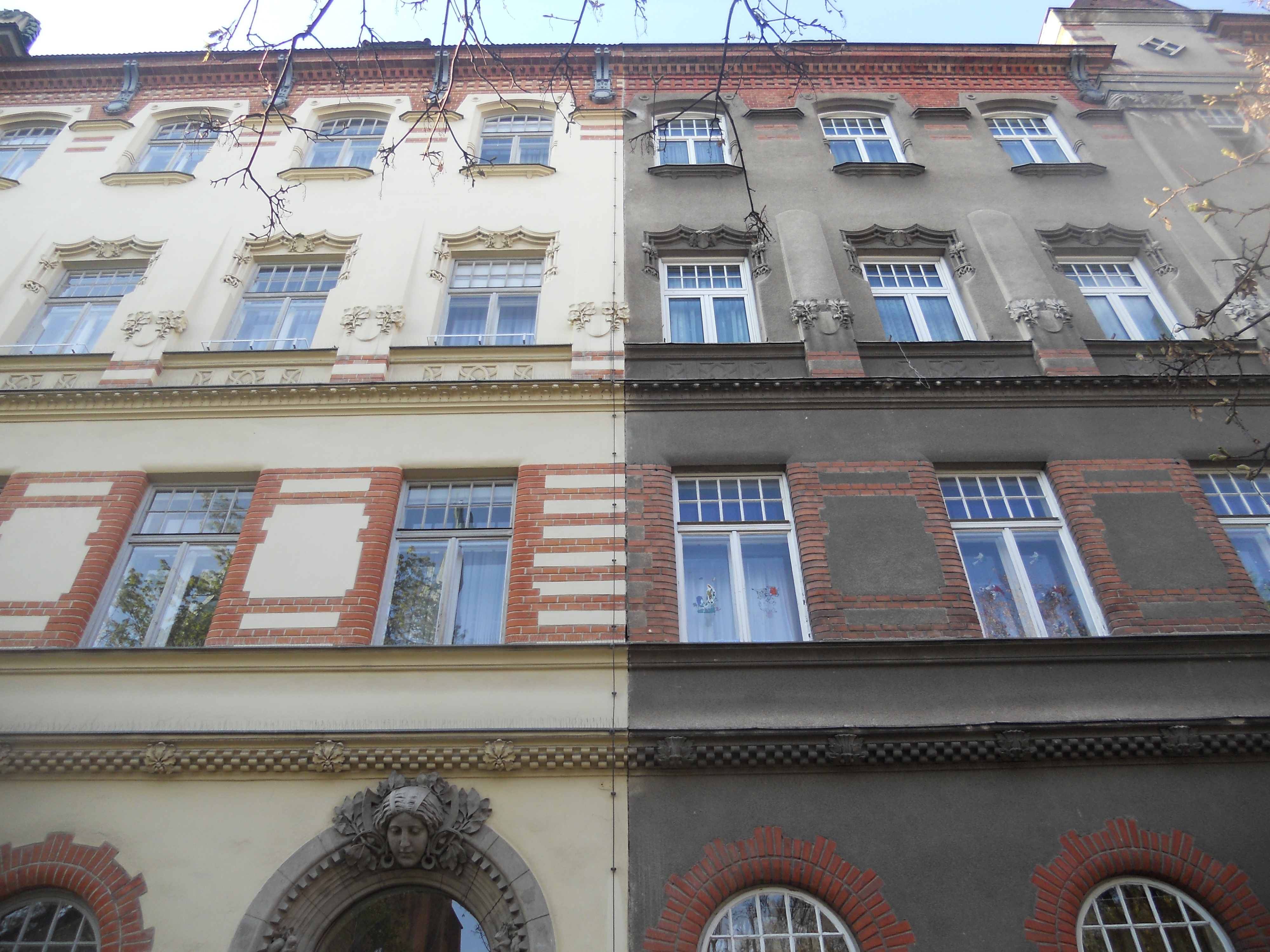
Übergang zwischen Bezirksamt (links) und Manfred-Ackermann-Hof

Das Magistratische Bezirksamt für den 20. Bezirk steht am Brigittaplatz Nr. 10. Der Brigittaplatz, wo sich auch die neugotische Brigittakirche des Architekten Friedrich von Schmidt befindet, wurde als städtebauliches Zentrum des Bezirks konzipiert. Neben dem Bezirksamt steht ein kommunaler Wohnbau, der Manfred-Ackermann-Hof, in den die Feuerwache Brigittenau integriert ist. Er wurde ebenfalls nach Plänen Karl Badstiebers, jedoch erst 1928/1929 erbaut. Bei diesem Gebäude nahm der Architekt Bezug auf die architektonische Formensprache des Bezirksamts. Er schließt auch optisch an das Bezirksamt an.
Die Fassadengestaltung des Amtsgebäudes ist von zeitgenössischen secessionistischen Elementen mit stilgeschichtlich älteren, neugotischen Anklängen geprägt. An der Fassade ist Dekor aus Klinker, Stein und Metall angebracht. Das Hauptportal wird von einem Rundbogen aus Naturstein gebildet. Im Inneren sind der Festsaal, Wandbrunnen aus Marmor und das schmiedeeiserne Treppengeländer hervorzuheben.